# David Krumholtz
David Krumholtz (New York, 15 maggio 1978) è un attore statunitense, principalmente noto per aver interpretato Charlie Eppes nella celebre serie televisiva Numb3rs, Seth Goldstein nella trilogia cinematografica di Harold & Kumar e l'elfo Bernard in Santa Clause e nel suo sequel Che fine ha fatto Santa Clause?.

## Biografia
Krumholtz nasce nel Queens, borough di New York, il 15 maggio del 1978, figlio di Michael Krumholtz, un impiegato postale statunitense, figlio a sua volta di immigrati polacchi di origine ebraica, e di Judy Krumholtz, un'assistente odontoiatrica ungherese, anch'ella di origine ebraica, emigrata negli Stati Uniti nel 1956, per sfuggire ai tumulti dell'insurrezione anti-sovietica scoppiata nel Paese in quello stesso anno. Cresce in condizioni di precarietà economica, alla soglia della povertà.
Inizia la sua carriera di attore all'età di tredici anni, seguendo gli amici ad un'audizione per la rappresentazione teatrale di Broadway Conversations with My Father (1992). Nonostante non si aspettasse di ottenere la parte, e non ci dava nemmeno troppo peso, ottenne il ruolo di Young Charlie, insieme a Judd Hirsch, Tony Shalhoub, e Jason Biggs (anch'egli al debutto a Broadway). Poco dopo, Krumholtz interpretò due film: Cercasi superstar (1993) con Michael J. Fox, e La famiglia Addams 2 (1993) con Christina Ricci. Per il suo ruolo in Mikey, David venne nominato nel 1994 per un Young Artist Award.
Nonostante il suo lavoro nei due film gli avesse procurato una discreta attenzione da parte dei critici, David è molto più noto ai bambini come il sarcastico elfo Bernard di Santa Clause (1994) e del suo seguito Che fine ha fatto Santa Clause? del 2002. Nel 1994 Krumholtz partecipò alla sua prima serie televisiva, Monty, con Henry Winkler. Lo show durò solo pochi episodi.
In Numb3rs interpreta la parte di Charlie Eppes, un genio della matematica che aiuta il fratello Don Eppes (interpretato da Rob Morrow), agente dell'FBI, a risolvere i crimini con l'ausilio della matematica. Il cast di questa serie include anche Judd Hirsch, che aveva avviato David alla recitazione nel 1992. Nel 2021 compare nella puntata di WWE Raw del 18 gennaio interpretando una parodia comica del Wrestler Drew McIntyre.

## Vita personale
Krumholtz è un buon amico dell'attore Jason Segel, ed è sposato con l'attrice Vanessa Britting, da cui ha avuto una figlia, Pemma Mae, nata nel 2014 e un figlio, Jonas, nato nel 2016. Vive a Los Angeles, dove è stato impegnato nelle riprese della serie Numb3rs.

## Filmografia

### Cinema
- Cercasi superstar (Life with Mikey), regia di James Lapine (1993)
- La famiglia Addams 2 (Addams Family Values), regia di Barry Sonnenfeld (1993)
- Santa Clause (The Santa Clause), regia di John Pasquin (1994)
- Tempesta di ghiaccio (The Ice Storm), regia di Ang Lee (1997)
- L'altra faccia di Beverly Hills (Slums of Beverly Hills), regia di Tamara Jenkins (1998)
- 10 cose che odio di te (10 Things I Hate About You), regia di Gil Junger (1999)
- Liberty Heights, regia di Barry Levinson (1999)
- How to Kill Your Neighbor's Dog, regia di Michael Kalesniko (2000)
- According to Spencer, regia di Shane Edelman (2001)
- I marciapiedi di New York (Sidewalks of New York), regia di Edward Burns (2001)
- The Mexican - Amore senza la sicura (The Mexican), regia di Gore Verbinski (2001)
- Un gioco per due (Two Can Play That Game), regia di Mark Brown (2001)
- Che fine ha fatto Santa Clause? (The Santa Clause 2), regia di Michael Lembeck (2002)
- Cheats, regia di Andrew Gurland (2002)
- You Stupid Man, regia di Brian Burns (2002)
- Bancopaz (Scorched), regia di Gavin Grazer (2003)
- Kill the Poor, regia di Alan Taylor (2003)
- American Trip - Il primo viaggio non si scorda mai (Harold & Kumar Go to White Castle), regia di Danny Leiner (2004)
- Looking for Kitty, regia di Edward Burns (2004)
- Ray, regia di Taylor Hackford (2004)
- Indovina chi (Guess Who), regia di Kevin Rodney Sullivan (2005), non accreditato
- My Suicidal Sweetheart, regia di Michael Parness (2005)
- Serenity, regia di Joss Whedon (2005)
- Bobby, regia di Emilio Estevez (2006)
- Tenacious D e il destino del rock (Tenacious D in The Pick of Destiny), regia di Liam Lynch (2006)
- Live! - Ascolti record al primo colpo (Live!), regia di Bill Guttentag (2007)
- Su×bad - Tre menti sopra il pelo (Superbad), regia di Greg Mottola (2007)
- Walk Hard - La storia di Dewey Cox (Walk Hard: The Dewey Cox Story), regia di Jake Kasdan (2007)
- Harold & Kumar - Due amici in fuga (Harold & Kumar Escape from Guantanamo Bay), regia di Jon Hurwitz e Hayden Schlossberg (2008)
- I Love You, Man, regia di John Hamburg (2009)
- Harold & Kumar - Un Natale da ricordare, regia di Todd Strauss-Schulson (2011)
- I pinguini di Mr. Popper (Mr. Popper's Penguins), regia di Mark Waters (2011)
- Facciamola finita (This Is the End), regia di Evan Goldberg e Seth Rogen (2013)
- Teddy Bears, regia di Thomas Beatty e Rebecca Fishman (2013)
- Tuna, regia di Bob Byington (2013)
- The Judge, regia di David Dobkin (2014)
- I Saw the Light, regia di Marc Abraham (2015)
- Ave, Cesare! (Hail, Caesar!), regia di Joel ed Ethan Coen (2016)
- La ruota delle meraviglie - Wonder Wheel (Wonder Wheel), regia di Woody Allen (2017)
- La ballata di Buster Scruggs (The Ballad of Buster Scruggs), regia di Joel ed Ethan Coen (2018)
- Oppenheimer, regia di Christopher Nolan (2023)
- Springsteen - Liberami dal nulla (Springsteen: Deliver Me From Nowhere), regia di Scott Cooper (2025)

### Televisione
- Law & Order - I due volti della giustizia – serie TV, episodio 4x01 (1993)
- Monty – serie TV, 13 episodi (1994)
- Pig Sty – serie TV, episodio 1x12 (1995)
- Chicago Sons – serie TV, 13 episodi (1997) - Billy Kulchak
- Marcy – serie TV, episodio 1x05 (1997)
- Justice League of America, regia di Félix Enríquez Alcalá – film TV (1997)
- Union Square – serie TV, episodio 1x04-1x07 (1997)
- The Closer (1998 TV series) - serie TV, 10 episodi (1998)
- E.R. - Medici in prima linea - serie TV, episodio 6x13-6x14-8x11 (2000-2002)
- Freaks and Geeks – serie TV, episodi 1x15 (2000)
- The Trouble with Normal - serie TV, 13 episodi (2000)
- Undeclared – serie TV, episodi 1x06-1x16 (2001-2002)
- Big Shot: Confessions of a Campus Bookie, regia di Ernest Dickerson (2002) - film TV
- Lucky – serie TV, episodio 1x07 (2003)
- The Lyon's Den - serie TV, 6 episodi (2003)
- Sick in the Head, regia di John Fortenberry – film TV (2003)
- Numb3rs - serie TV, 119 episodi (2005-2010) - Charlie Eppes
- Wainy Days – serie TV, episodio 2x05 (2007)
- Law & Order - Unità vittime speciali – serie TV, 2 episodi (2010, 2024)
- Tax Man, regia di Fred Savage – film TV (2010)
- The Playboy Club – serie TV, 7 episodi (2011)
- Childrens Hospital – serie TV, episodio 4x13 (2012)
- Aiutami Hope! (Raising Hope) – serie TV, episodi 2x19-2x22 (2012)
- Non fidarti della str**** dell'interno 23 (Don't Trust the B---- in Apartment 23)– serie TV, episodio 1x07 (2012)
- Partners – serie TV, 13 episodi (2012)
- The Newsroom – serie TV, episodi 1x03-1x08-1x09 (2012)
- Breaking Fat – serie TV, episodi 1x01-1x07 (2013)
- Mom - serie TV, 5 episodi (2015-2016)
- The Good Wife - serie TV, 7 episodi (2014-2016)
- Men at Work - serie TV, 5 episodi (2014)
- Forever – serie TV, episodio 19 (2014)
- Master of None - serie TV, episodio 1x01 (2015)
- The Deuce - La via del porno – serie TV, 22 episodi (2017-2019)
- Living Biblically - serie TV, 13 episodi (2018)
- Il complotto contro l'America (The Plot Against America) – miniserie TV, 6 puntate (2020)
- WWE Raw – wrestling, una puntata (2021)
- Nuovo Santa Clause cercasi (The Santa Clauses) – serie TV, episodio 1x05 (2022)
- Infiltrati alla Casa Bianca - White House Plumbers (White House Plumbers) – miniserie TV, puntate 4-5 (2023)

### Doppiatore
- Battaglia per la Terra 3D (Terra), regia di Aristomenis Tsirbas (2007)
- Sausage Party - Vita segreta di una salsiccia, regia di Greg Tiernan e Conrad Vernon (2016)

## Doppiatori italiani
Nelle versioni in italiano delle opere in cui ha recitato, David Krumholtz è stato doppiato da:
- Francesco Pezzulli in Numb3rs (st. 1-3), Live! - Ascolti record al primo colpo, The Newsroom, Nuovo Santa Clause cercasi
- Emiliano Coltorti in Numb3rs (st. 4-6), I pinguini di Mr. Popper, Mom
- Simone Crisari in Cercasi superstar, La ruota delle meraviglie - Wonder Wheel
- Alessandro Tiberi in Santa Clause, Che fine ha fatto Santa Clause?
- Massimo Aresu in Facciamola finita, I Saw the Light
- Alessandro Quarta in American Trip - Il primo viaggio non si scorda mai, Law & Order - Unità vittime speciali (ep. 12x05)
- Luca Ghignone in Harold & Kumar - Due amici in fuga, Harold & Kumar - Un Natale da ricordare
- Mirko Mazzanti in Liberty Heights
- Roberto Gammino ne I marciapiedi di New York
- Stefano Crescentini ne La famiglia Addams 2
- Giorgio Borghetti in Ray
- Riccardo Niseem Onorato in Tempesta di ghiaccio
- Fabrizio Manfredi in 10 cose che odio di te
- Marco Guadagno in You Stupid Man
- Oreste Baldini in Bobby
- Roberto Certomà in Suxbad - Tre menti sopra il pelo
- Nanni Baldini in Bancopaz
- Sandro Acerbo in Walk Hard - La storia di Dewey Cox
- Luigi Ferraro in The Judge
- Franco Mannella in Law & Order: Unità Speciale (ep. 25x03)
- Fabrizio Vidale in The Good Wife
- Massimo Bitossi in Ave, Cesare!
- Emidio La Vella ne La ballata di Buster Scruggs
- Riccardo Scarafoni in Billions
- Francesco De Francesco ne Il complotto contro l'America
- Matteo Brusamonti in Super Pumped
- Simone Mori in The Deuce - La via del porno
- Stefano Thermes ne Infiltrati alla Casa Bianca - White House Plumbers
- Edoardo Stoppacciaro in Oppenheimer

Da doppiatore è sostituito da:
- Roberto Gammino in Sausage Party - Vita segreta di una salsiccia